# 狼筅

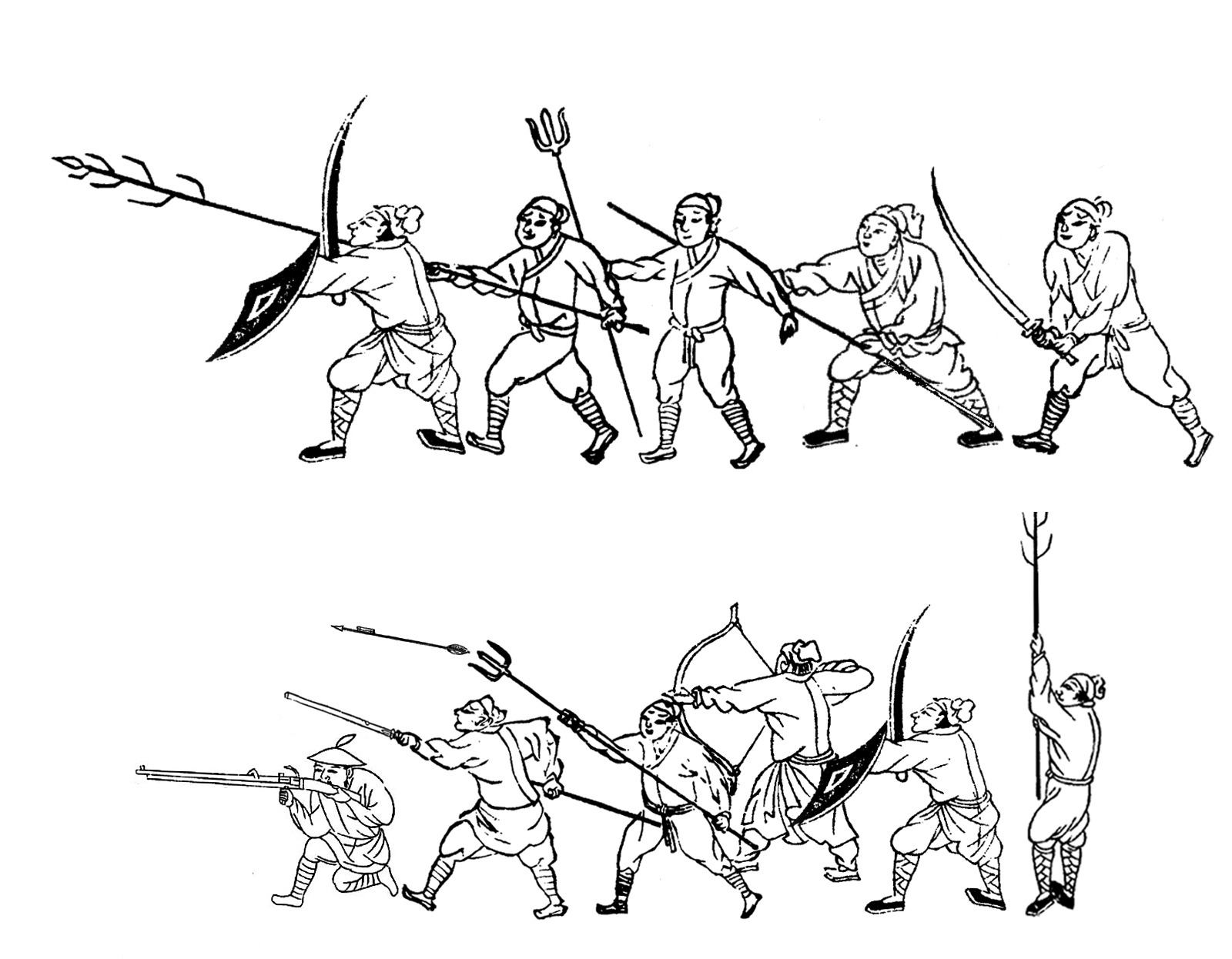
鴛鴦陣圖示

狼筅是一種保留竹子枝枒的竹槍，或以鐵仿其外型製作。明朝戚繼光創制的鴛鴦陣中，最前方的士兵使用狼筅阻擋敵軍攻勢。戚繼光《練兵雜記》記載狼筅以大毛竹製作。

## 参看
- 紀效新書
- 練兵實紀
- 練兵雜記